# Lebensmittelbestrahlung

Das internationale „Radura-Symbol“ deutet an, dass Lebensmittel durch Bestrahlung behandelt wurden.

Die Lebensmittelbestrahlung ist ein Verfahren zur Konservierung (im weitesten Sinn) von Lebensmitteln mit Hilfe von ionisierenden Strahlen.
Verwendet werden Elektronenstrahlung und Bremsstrahlung (Röntgenstrahlung) aus Teilchenbeschleunigern sowie Gammastrahlen aus dem Zerfall von 60Co oder 137Cs.
Die Lebensmittelbestrahlung verfolgt eine Reihe von Zielen, die durch unterschiedlich hohe Bestrahlungsdosen erreicht werden:
- Hemmung der Keimung und der Reifung
- Bekämpfung von Insekten und Parasiten
- Erhöhung der Haltbarkeit
- Eliminierung von krankheitserregenden Mikroorganismen (siehe auch Krankheitserreger)
- Sterilisierung

Die Geschichte der Lebensmittelbestrahlung ist eng mit der Erforschung der Radioaktivität und der ionisierenden Strahlung verbunden; erste Vorschläge erfolgten bereits vor 1900, intensivere Forschungen im Zusammenhang mit der Konservierung von Lebensmitteln im Zweiten Weltkrieg. Eine großtechnische Anwendung war allerdings erst mit der Entwicklung geeigneter Beschleuniger in den 1950er Jahren und der Verfügbarkeit größerer Mengen von radioaktiven Strahlenquellen möglich. Auch wenn die grundsätzliche Freigabe durch internationale fachliche Gremien seit längerem vorliegt, beschränkt sich die Anwendung im Lebensmittelbereich aufgrund politischer Vorgaben innerhalb der Europäischen Union derzeit hauptsächlich auf Gewürze. Die Sterilisierung durch Strahlung im technischen und medizinischen Bereich ist demgegenüber weiter fortgeschritten und etabliert. In anderen Ländern ist die Bestrahlung bestimmter Lebensmittel nicht nur zugelassen, sondern faktisch vorgeschrieben, da aufgrund landwirtschaftlicher Quarantäneregeln der Import bzw. Export gewisser Obst- und Gemüsesorten im „frischen“ (unverarbeitet und nicht hitzebehandelt) Zustand ausschließlich nach Abtötung allfälliger Keime durch ionisierende Strahlung zulässig ist.

## Methode und verwendete Strahlung
Die Wirkung der Bestrahlung beruht auf der Zerstörung des Genoms und damit der Fortpflanzungs- und Überlebensfähigkeit der bestrahlten Organismen. Die hierfür wichtige DNA ist wegen der Größe ihres Moleküls bedeutend strahlenempfindlicher als kleinere Moleküle. Die sonstigen Eigenschaften, die Zusammensetzung und insbesondere die sogenannte Identität (z. B. roh) des Lebensmittels ändern sich deshalb durch die Bestrahlung nicht, anders als bei anderen Konservierungsmethoden.
Von den verschiedenen Arten ionisierender Strahlung kommen Gammastrahlen sowie mit Elektronenbeschleunigern erzeugte Elektronenstrahlen und Bremsstrahlung (Röntgenstrahlung) zur Anwendung.
In Großbestrahlungsanlagen wird meist Gammastrahlung von radioaktivem 60Co eingesetzt; Bremsstrahlung hat etwa dasselbe Durchdringungsverhalten. Es können ganze Paletten auf einmal bestrahlt werden. Bestrahlung mit Elektronen ist dagegen wegen der geringeren Eindringtiefe nur für einzelne Packungen geringer Dicke geeignet.
Die Energie der Strahlung ist nach oben durch Vorschriften beschränkt, um eine Aktivierung der Lebensmittel auszuschließen: bei Elektronen meist auf 10 MeV, bei Photonen meist auf 5 MeV, in den USA 7,5 MeV. Die Energie der häufig verwendeten Photonenstrahlungen von 60Co (1,17 und 1,33 MeV) und von 137Cs (0,66 MeV) ist zu gering, um eine Aktivierung auszulösen. Kobalt-60 wird in Kernreaktoren eigens erzeugt (das anisotope natürliche Kobalt-59 wird durch Neutroneneinfang zum gewünschten Radionuklid) während Caesium-137 als Spaltprodukt aus abgebrannten Brennstoff extrahiert werden kann. In beiden Fällen findet die Erzeugung der Nuklide oft in Forschungsreaktoren statt, jedoch ist gerade im Bereich Kobalt-60 der kanadische Schwerwasserreaktor vom Typ CANDU, welcher hauptsächlich der Erzeugung elektrischer Energie dient, für einen erheblichen Anteil der Weltproduktion verantwortlich.

## Bestrahlungsanlagen
Bestrahlungsanlagen sind im Regelfall nicht ausschließlich auf Lebensmittel zugeschnitten. Oft bieten unabhängige Dienstleister die Bestrahlung zu unterschiedlichsten Zwecken an.
Auf Hawaii gibt es eine spezielle Anlage mit Röntgenstrahlen, die für Quarantänezwecke wie beispielsweise der Abtötung von Insekten wie der Fruchtfliege eingesetzt wird, um frische Früchte ohne chemische oder thermische Behandlung in die Kontinental-USA verbringen zu können. Eine Gammaanlage in Mulberry dient vornehmlich der Bestrahlung von Fleisch- und Geflügelprodukten, um gesundheitlich gefährliche Mikroorganismen abzutöten. In Sioux City dient ein Elektronenbeschleuniger praktisch ausschließlich der Bestrahlung von Hackfleisch für Hamburger. In Berric gibt es einen Elektronenbeschleuniger, mit dem Geflügelfleisch aus Separatoren bestrahlt wird, um gefährliche Mikroorganismen zu eliminieren und die allgemeine mikrobiologische Belastung zu reduzieren.
Es wird geschätzt, dass es weltweit etwa 200 Großbestrahlungsanlagen mit im Mittel je 56 PBq (1,5 MCi) 60Co, entsprechend einer Gesamt-Strahlungsleistung von rund 4,5 MW, und etwa 1000 Beschleunigeranlagen von 25 kW bis circa 700 kW, entsprechend einer Gesamt-Strahlungsleistung von rund 50 MW, gibt. Die Menge der weltweit bestrahlten Lebensmittel wird auf über 500.000 t geschätzt, wovon die Hälfte Gewürze sind. Zulassungen bestehen in über 60 Ländern.
Bestrahlte Produkte kommen in unserem Alltag unerkannt recht häufig vor. Im Vergleich zu diesem Aufkommen ist die Menge der bestrahlten Lebensmittel recht gering.

## Tabellarische Geschichte der Lebensmittelbestrahlung
- 1895 Röntgen entdeckt die Bremsstrahlung
- 1896 Antoine Henri Becquerel entdeckt die natürliche Radioaktivität; Minck schlägt therapeutische Anwendung ionisierender Strahlung vor[10]
- 1904 Samuel Prescott untersucht bakterizide Wirkung bei Studien am Massachusetts Institute of Technology (MIT)[11]
- 1906 Appleby & Banks: brit. Patent zur Nutzung radioaktiver Isotope zur Bestrahlung pulverförmiger Lebensmittel[12]
- 1918 Gillett: US-Patent zur Nutzung von Röntgenstrahlung zur Lebensmittel-Konservierung[13]
- 1921 Schwartz beschreibt Trichinen-Bekämpfung[14]
- 1930 Wüst: franz. Patent zur Lebensmittelbestrahlung[15]
- 1943 Intensive Forschungen am MIT zur Lebensmittelhaltbarmachung für Nahrungsmittelkonserven der US-Army[16]
- 1951 US Atom-Energie-Kommission koordiniert Forschungsprogramme
- 1955 Beginn der Forschungen an der früheren Bundesforschungsanstalt für Lebensmittelfrischhaltung (BfL), später Bundesforschungsanstalt für Ernährung (BfE), heute Max Rubner-Institut (MRI), Karlsruhe
- 1958 Kommerzielle Gewürzbestrahlung in Stuttgart; welterste industrielle Anwendung (Van-de-Graaff-Beschleuniger)[17]
- 1958 Lebensmittelgesetz in der Bundesrepublik verbietet ionisierende Bestrahlung[18]
- 1966 Einweihung des Instituts für Strahlentechnologie der Lebensmittel an der Bundesforschungsanstalt für Lebensmittelfrischhaltung, heute MRI, Karlsruhe; 1. Internationaler Kongreß über Lebensmittelbestrahlung in Karlsruhe[19]
- 1970 Gründung des Internationalen Projekts auf dem Gebiet der Nahrungsmittelbestrahlung (IFIP), Sitz an der BfL, Karlsruhe
- 1980 FAO/IAEA/WHO Joint Expert Committee on Food Irradiation befürwortet die Zulassung allgemein bis 10 kGy
- 1981/1983 Auflösung des IFIP nach Erreichung seiner Ziele
- 1983 Codex Alimentarius General Standard for Irradiated Foods: alle Lebensmittel, Dosisobergrenze 10 kGy (Durchschnitt)
- 1984 Gründung der Nachfolgeorganisation zum JECFI >> International Consultative Group on Food Irradiation (ICGFI); Zulassung in der DDR, Rechtsverordnung über die Durchführung
- 1989 mit dem Beitritt der Fünf Neuen Länder zur Bundesrepublik endet in der DDR die Zulassung der Lebensmittelbestrahlung
- 1997 FAO/IAEA/WHO Joint Study Group on High-Dose Irradiation befürwortet die Abschaffung der Dosis-Obergrenze
- 1999 EG-Richtlinie zur Lebensmittelbestrahlung
- 2000 Umsetzung der Richtlinie in Deutschland
- 2003 Codex Alimentarius General Standard for Irradiated Foods: Aufhebung der Dosisobergrenze
- 2004 ICGFI beendet

## Gesundheitliche Beurteilung
Kein anderes Verfahren der Be- und Verarbeitung von Lebensmitteln wurde jemals derart gründlich untersucht, in mehr als 50 Jahren Forschung wurde in zahlreichen Versuchen an Testsystemen, an Tieren und an menschlichen Freiwilligen keine nachteilige Wirkung festgestellt. Seitens internationaler Gremien, so 1980 durch einen gemeinsamen Ausschuss von FAO, IAEA und WHO (JECFI), wurde bestätigt, dass Lebensmittel jeglicher Art bis zu einer ‚mittleren Überalles-Dosis‘ von 10 kGy ohne Bedenken bestrahlt werden können.
Innerhalb der Europäischen Gemeinschaft wurde 1986 durch das SCF (Scientific Committee on Food, deutsch: Wissenschaftlicher Lebensmittelausschuss; seit 2004 durch das EFSA [European Food Safety Authority] ersetzt) Stellung genommen und für die acht damals zur Zulassung empfohlenen Lebensmittelgruppen – bis auf Gewürze – jeweils niedrigere Dosiswerte als 10 kGy festgelegt. In den Folgejahren wurde 1992 und 1998 empfohlen, weitere Lebensmittel zuzulassen; eine völlige Dosisfreigabe, wie 1997 vom JSGHDI vorgeschlagen, wurde aber 2003 abgelehnt. Das SCF behielt sich auch weiterhin Einzelfallprüfungen für noch nicht zugelassene Lebensmittel vor, im Widerspruch zum Befund des JECFI von 1980 und des JSGHDI von 1997. Diese Haltung wurde 2011 durch zwei Arbeitsgruppen der EFSA ausdrücklich bestätigt.
In der Bundesrepublik Deutschland hat die dafür zuständige Fremdstoffkommission der Deutschen Forschungsgemeinschaft (DFG) bereits 1981 sich dem Urteil des JECFI von 1980 vollinhaltlich angeschlossen und die Zulassung der Bestrahlung von Gewürzen ausdrücklich empfohlen. Weiter hat sich 1983 der Bundesgesundheitsrat und 1994 der Verbraucherausschuss grundsätzlich diesem Urteil angeschlossen. Beide haben die Bestrahlung von Gewürzen ebenfalls befürwortet, jedoch bei weiteren Produkten Vorbehalte angemeldet.

### Vorbehalte und Bedenken
Die Lebensmittelbestrahlung ist unter anderem Gegenstand von Vorbehalten, die die Bestrahlung von Lebensmitteln mit Ängsten, Bedenken und Widerständen gegenüber der Kernkraft zu verknüpfen suchen.
Oft geäußerte Einwände und Bedenken werfen der Lebensmittelbestrahlung unter anderem vor, sie
- diene dazu, einen Verderb zu maskieren oder eine nicht vorhandene Frische vorzutäuschen,[33][34]
- führe zur Vernachlässigung strikter „Guter-Herstellungs-Praxis“ und Verlängerung von Transportwegen,
- töte vornehmlich die „guten“ und nützlichen Mikroorganismen ab oder trüge zum verstärkten Wachsen der „schlechten“ und gesundheitsschädlichen Bakterien bei,
- zerstöre belebende Eigenschaften, denaturiere Lebensmittel und ruiniere Geschmack und Aroma,
- zerstöre vorhandene bakterielle Toxine nicht,
- löse für den Verbraucher schädliche chemische Veränderungen aus,
- sei wegen des Einsatzes von radioaktivem 60Co mit Risiken verbunden.

Zudem wird auf den Mangel an Langzeitstudien zum Verzehr bestrahlter Lebensmittel verwiesen. Die Wissenschaftler seien 'sich noch nicht einig', 'kritische Kollegen' sähen die Unschädlichkeit als nicht erwiesen an. Die Bildung freier Radikale aufgrund der Bestrahlung sei möglich.

### Gegenargumente von Befürwortern
Grundsätzlich ist die Lebensmittelbestrahlung international zugelassen und hat gegenüber etablierten, insbesondere Konservierungsmethoden wie Hitzebehandlung, Chlorung oder der Behandlung mit Brommethan Vorteile. Ein einmal eingetretener Verderb wird durch die Bestrahlung nicht rückgängig gemacht. Die Wirkungen von Strahlung auf Lebensmittel sind mit denen anderer physikalischer und energetischer Effekte grundsätzlich vergleichbar, Strahlungswirkungen töten Bakterien gegenüber anderen Methoden jedoch selektiver ab. Sie führen nicht zu einer signifikanten Beeinträchtigung von Nährwert, Vitamingehalt oder Geschmack.
Wo bestrahlte Lebensmittel klar gekennzeichnet auf dem Markt sind, werden sie von den Verbrauchern auch angenommen.
Im historischen Vergleich wurden in der Milchwirtschaft der Pasteurisierung vergleichbare Argumente gegenüber vorgebracht, die Hygienestandards sind seither, entgegen den Befürchtungen, deutlich besser geworden.
Die Frage nach dem Negativen – hier nach der Abwesenheit jeglichen Risikos, das von bestrahlten Lebensmitteln ausgehen könnte – ist allerdings von der Naturwissenschaft grundsätzlich nicht zu beantworten (Falsifizierbarkeit). Die Frage muss daher anders gestellt werden: Wie wahrscheinlich ist es, durch den Verzehr bestrahlter Lebensmittel seine Gesundheit zu schädigen? Diese Wahrscheinlichkeit wird als sehr gering eingeschätzt. Nachweise erfolgten unter anderem durch Langzeit-Tierversuche über mehrere Generationen; darüber hinaus rufen bestrahlte Lebensmittel weder Krebs noch genetische Schäden hervor.

### Medienaufsehen im Zusammenhang mit erkrankten Katzen
Immer wieder haben einige mit Lebensmittelbestrahlung in Zusammenhang gebrachte Vorkommnisse überregionales Interesse gefunden. Auswirkungen auf die weltweite Anerkennung und Zulassung der Lebensmittelbestrahlung hatten sie nicht.

#### Lähmungserscheinungen bei Katzen in Australien
In Australien mussten 30 Katzen eingeschläfert werden, die Lähmungserscheinungen zeigten, nachdem sie importiertes Biofutter erhalten hatten, das bestrahlt worden war. Die Importfirma führte die Krankheitsfälle auf die behördlichen Anforderungen zurück, die eine Bestrahlung importierter Futtermittel (und vieler anderer Produkte oder Gegenstände) mit 50 kGy oder eine durchgehende Erhitzung verlangen, erließ einen Produktrückruf und richtete einen Fonds zur finanziellen Unterstützung betroffener Katzenhalter ein. Die Ursache der Lähmungserscheinungen konnte bisher nicht geklärt werden.
Eine vermutete Verringerung des Vitamingehaltes, etwa Vitamin A, durch die Bestrahlung wurde nicht bestätigt, die Katzen hatten auch Zugang zu anderem Futter.

#### Tierversuche an trächtigen Katzen in den USA
Eine Studie an der Universität von Wisconsin stellte bei Versuchen an trächtigen Katzen fest, dass eine sonst als chronisch angesehene Nervenschädigung, von der vermutet wird, sie sei durch Gaben bestrahlten Tierfutters ausgelöst worden, unter bestimmten Umständen rückgängig gemacht werden kann. Ein eindeutiger Wirkungszusammenhang mit dem Futter oder dessen Bestrahlung war weder Gegenstand noch Ergebnis der Studie; von großem Interesse ist aber ein möglicher Zusammenhang von Ernährung und Nervenkrankheiten wie Multipler Sklerose.

#### „Verbot“ der Bestrahlung von Katzenfutter in Australien
Zeitungsmeldungen war zu entnehmen gewesen, dass die Bestrahlung von Katzenfutter in Australien wegen der aufgetretenen Lähmungserscheinungen verboten worden sei. Zuvor hatte in Australien die Pflicht bestanden, importierte Produkte, darunter trockenes oder halbtrockenes Tierfutter, mit mindestens 50 kGy zu bestrahlen oder bei 100 °C im Kern für mindestens 30 Minuten zu erhitzen. Der zuständige Australische Quarantäne- und Untersuchungsdienst (Australian Quarantine and Inspection Service – AQIS) hat mit Datum vom 6. Juni 2009 bekannt gegeben, dass die Bestrahlung von Katzenfutter „nicht mehr zulässig“, d. h. keine der vorgeschriebenen Methoden mehr ist, sowie dass bestrahltes Hundefutter mit der Kennzeichnung zu versehen ist: „Must not be fed to cats“ („Darf nicht an Katzen verfüttert werden“). Dabei verweist der AQIS auf wissenschaftliche Literatur und weist Importeure darauf hin, dass es deren Verantwortlichkeit ist, darauf zu achten, ob neue wissenschaftliche Erkenntnisse eine Bedeutung bezüglich ihrer Produkte haben könnten.

## Rechtliche Lage
Die EG hat 1999 Richtlinien zur Lebensmittelbestrahlung erlassen.
Der aktuelle Stand der vorläufigen Zulassungen in den Mitgliedstaaten ist sehr unterschiedlich. Diese wurden mit der Neufassung der Lebensmittelbestrahlungsverordnung (gültig seit dem 21. Dezember 2000) in deutsches Recht umgesetzt. Die geänderte Verordnung erlaubt die Behandlung von getrockneten Kräutern und Gewürzen mit Elektronen, Gamma- und Röntgenstrahlung. Die genaue Spezifikation dieser Strahlenarten ist nachzulesen im Anhang 1 dieser Verordnung. Grundsätzlich muss sowohl eine technologische Notwendigkeit als auch ein Vorteil für den Verbraucher in der Lebensmittelbestrahlung bestehen; dies ist für beide Aspekte gegeben. Damit ist das in Deutschland bisher gültige allgemeine Bestrahlungsverbot insoweit außer Kraft gesetzt. Sieben EU-Länder (Belgien, Frankreich, Italien, Niederlande, Polen, Tschechien, Vereinigtes Königreich) haben weitere Zulassungen aufrechterhalten. So sind z. B. in Frankreich tiefgefrorene Froschschenkel zum Schutz der Verbraucher vor Infektionen meistens bestrahlt. Aufgrund einer deutschen Allgemeinverfügung zur Umsetzung der Regeln des Einheitlichen Marktes der EG dürfen tiefgefroren bestrahlte Froschschenkel aus Belgien, Niederlanden und Frankreich in Deutschland vermarktet werden.
Der Codex Alimentarius hat die ionisierende Bestrahlung vorbehaltlos als Behandlungsmethode für Lebensmittel anerkannt und sowohl einen Standard als auch einen ‚Code of Practice‘ hierzu definiert. Nach dem WTO-Abkommen darf daher kein Mitgliedsland der WTO den Import bestrahlter Lebensmittel ablehnen. Es ist eine ausnahmslose Kennzeichnung bestrahlter Lebensmittel vorgeschrieben, selbst dann, wenn sie nur als geringste Mengen an Zutaten enthalten sind, welche sonst nicht zu deklarieren wären. Allerdings ist das RADURA-Symbol in der EG nicht zugelassen. Um diese Vorschrift und auch die Bestrahlungsverbote durchzusetzen, wurden analytische Nachweisverfahren entwickelt, die auch von der Lebensmittelüberwachung regelmäßig eingesetzt werden. Aufgrund der EG-Richtlinie von 1999 sind alle Mitgliedstaaten verpflichtet, solche Untersuchungen am Markt durchzuführen und darüber jährlich an die Europäische Kommission zu berichten; diese Berichte werden dann im Amtsblatt der EG veröffentlicht.
Ursprünglich bestand in der Bundesrepublik Deutschland keine Regelung der Lebensmittelbestrahlung; d. h., sie war allgemein erlaubt. So konnte die welterste kommerzielle Lebensmittelbestrahlung bei einer Gewürzfirma in Stuttgart stattfinden. Zur selben Zeit aber wurde in das damalige Lebensmittelgesetz ein Verbot der Bestrahlung eingefügt, allerdings in der erklärten Ansicht, dieses Verbot später zu überprüfen: „Das Verbotsprinzip mit Erlaubnisvorbehalt ist vorsorglich durch das Gesetz zur Änderung und Ergänzung des Lebensmittelgesetzes vom 21. Dezember 1958 eingeführt worden, nachdem zu jener Zeit nicht geklärt war, inwieweit mit ionisierenden Strahlen behandelte Lebensmittel nachteilige Eigenschaften annehmen können.“ Diese Überprüfung hat bisher nicht stattgefunden; allerdings hat die og. angeführte EG-Richtlinie inzwischen Vorrang. Auch die Empfehlungen des SCF, insgesamt 8 Lebensmittelgruppen und einige weitere Einzellebensmittel zuzulassen, wurde bisher nicht umgesetzt.
In der Schweiz wurde die Bestrahlung von getrockneten Kräutern und Gewürzen 2008 zugelassen. Bei anderen Lebensmitteln besteht eine Bewilligungspflicht.